# 잘 있어요
《잘 있어요》(일본어: さらば 사라바[*] →안녕히)는 킨모쿠세이의 4번째 싱글이다. 2002년 (헤이세이 14년) 7월 3일 발매되었다. 레이블은 BMG 팬 하우스이다.

## 개요
아사히TV에서 방영된 텔레비전 애니메이션 《아따맘마》의 초대 오프닝 테마이다. 첫 앨범 《음악은 좋은 것이다》과 동시에 발매되었다.

## 수록곡
1. 잘 있어요
작사·작곡 - 이토 슌고 / 편곡 - 킨모쿠세이
2. 잘 있어요 (오리지널 곡)

## 수록 앨범
- 음악은 좋은 것이다 (#1)
- 베스트 컨디션 ~kinmokusei single collection~ (#1)

## 커버
- まちだガールズクワイア (앨범 《MGC CLASSICS Vol.1》수록)